# Albert King
Albert King (Indianola, 25 de abril de 1923 — Memphis, 21 de dezembro de 1992) foi um influente guitarrista e cantor americano de blues. Foi considerado o 13º maior guitarrista de todos os tempos pela revista norte-americana Rolling Stone.

## Biografia
Um dos "Três Kings" da guitarra Blues (junto com B.B. King e Freddie King), ele possuía uma figura imponente de 1,93 m de altura e 118 kg. Ele nasceu Albert Nelson em uma família humilde em Indianola, Mississipi, em uma plantação de algodão onde trabalhou na sua juventude. Uma de suas primeiras influências musicais foi o pai, Will Nelson, que tocava guitarra. Durante sua infância, ele também cantava gospel em uma igreja local. Albert começou sua carreira profissional em um grupo chamado In the Groove Boys, em Osceola, Arkansas.
Seu primeiro sucesso foi "I'm A Lonely Man", lançado em 1959. Entretanto, foi apenas em 1961 com o lançamento de "Don't Throw Your Love On Me So Strong" que seu nome tornou-se conhecido. Em 1966 King assinou contrato com a famosa gravadora Stax Records, e em 1967 lançou seu lendário álbum Born Under a Bad Sign. Em 1968 ele foi contratado por Bill Graham para abrir os shows de John Mayall e Jimi Hendrix  no Fillmore West, em San Francisco. A platéia logo descobriu de onde vinha a pegada blues de Mayall e Hendrix.
Albert King era canhoto e tocava uma guitarra Gibson Flying V virada de forma que as cordas graves ficavam para baixo.
Albert King influenciou milhares de guitarristas, incluindo músicos famosos como Jimi Hendrix, Eric Clapton, Mike Bloomfield, Stevie Ray Vaughan e Gary Moore. O solo de Eric Clapton na música "Strange Brew" (Cream, 1968) é uma cópia nota-a-nota do solo de King na música "Pretty Woman".
Albert King morreu em 21 de dezembro de 1992, vítima de um ataque cardíaco em Memphis, Tennessee. Foi sepultado no Paradise Gardens Cemetery, Edmondson, Arkansas no Estados Unidos.

## Discografia

### Álbuns de estúdio
- The Big Blues (1962)
- Born Under a Bad Sign (1967)
- Years Gone By (1969)
- Blues for Elvis - King Does the King's Things (1970)
- Lovejoy (1971)
- The Lost Session (1971, lançado em 1986)
- I'll Play the Blues for You (1972)
- I Wanna Get Funky (1974)
- Albert (1976)
- Truckload of Lovin' (1976)
- King Albert (1977)
- The Pinch aka The Blues Don't Change (1977)
- New Orleans Heat (1978)
- Crosscut Saw: Albert King in San Francisco  (1983)
- I'm in a Phone Booth, Baby (1984)

### DVDs e vídeos
- 1995 Maintenance Shop Blues (VHS), Yazoo
- 2001 Godfather Of The Blues: His Last European Tour DVD, P-Vine Records
- 2004 Live In Sweden, Image Entertainment
- 2010 In Session...Albert King with Stevie Ray Vaughan, Stax, Concord Music Group, Inc.